# Arabia Saudita ai Giochi della XXXI Olimpiade
L'Arabia Saudita ha partecipato ai Giochi della XXXI Olimpiade, che si sono svolti a Rio de Janeiro, Brasile, dal 5 al 21 agosto 2016, con una delegazione di dieci atleti impegnati in cinque discipline. Portabandiera alla cerimonia di apertura è stato il judoka Sulaiman Hamad, alla sua prima Olimpiade.
Si è trattato dell'undicesima partecipazione di questo paese ai Giochi estivi. Non sono state conquistate medaglie.